# Anomala neglecta
Anomala neglecta är en skalbaggsart som beskrevs av Carsten Zorn 1998. Anomala neglecta ingår i släktet Anomala och familjen Rutelidae. Inga underarter finns listade i Catalogue of Life.